# 新田純興
新田 純興（にった すみおき、1897年1月14日 - 1984年8月1日）は、北海道出身のサッカー選手、サッカー指導者。東京帝国大学工学部冶金学科卒業。

## 経歴
裁判官の父・純孝の任地である函館で生まれる。幼名は稜威丸（みいつまる）。新田家は新田義貞の流れを組む新田岩松家の末裔で、御家人・岩松秀純の庶子の系統（清水氏）。町人であったが純興の曽祖父の代に御家人株を獲得し、祖父・純畸が新田と称したと伝える（新田純弘「埋み火はまた燃える　新田一族銘々伝」）。本邸は東京神田神保町で、当時の地番は東京市神田区中猿楽町。あたり一帯は新田家の屋敷で純興は3歳から神田で育った。
1910年（明治43年）に卒業した東京高等師範学校附属小学校（現・筑波大学附属小学校）の6年次にサッカーを始め、1915年に卒業した東京高師附属中学校（現・筑波大学附属中学校・高等学校）、第一高等学校、東京帝国大学でプレーを続けた。東大時代には大日本蹴球協会（現日本サッカー協会）創設やア式蹴球全國優勝競技會（第1回天皇杯全日本サッカー選手権大会）の開催に尽力した。新田は東京帝国大学の学生だったとき、日本サッカー協会設立と第１回全国大会創設の準備を手伝って、英国の規則書の翻訳や書類の作成、実務担当の幹事たちの打ち合わせを自宅で行った。いわば新田家のあった場所は「日本サッカー協会誕生の地」の一つだった。
卒業後に三菱鉱業（現三菱マテリアル）に入社。佐渡鉱山に赴任した為にJFAの活動からは離れるが、1935年に東京に戻るとJFA理事に就任。ベルリンオリンピックへの選手派遣費募金活動に尽力した。この際に田辺治太郎と共に多額の寄付を行った。
太平洋戦争が始まると三菱鉱業から鉱山統制会に入り、東北支部長の後、統制会本部資材部長の要職に就いた。1945年8月15日の終戦により統制会が解散すると、自宅が空襲により被害を受けた事もあって東京を去り茨城県古河市に移り住んだ。1949年から1954年まで茨城県立古河第一高等学校の講師を務め、同校サッカー部を創設し指導した。
1962年からはJFA常務理事に就任。1964年の東京オリンピックの準備委員長を務めた。また1974年にはJFA50周年記念事業の『日本サッカーのあゆみ』出版の際には6人の編集委員の中で中心的役割を果たした。
1984年8月1日、埼玉県大宮市（現さいたま市）で老衰により死去した。2006年に生前の功績が認められ、第2回日本サッカー殿堂入りを果たした。

## 受賞歴
- 1972年 勲五等双光旭日章
- 2006年 日本サッカー殿堂